# Maldiverna i olympiska sommarspelen 2008
Maldiverna deltog i de olympiska sommarspelen 2008 med en trupp bestående av fyra deltagare, två män och två kvinnor, men ingen av landets deltagare erövrade någon medalj.

## Friidrott
- Huvudartikel: Friidrott vid olympiska sommarspelen 2008

Förkortningar
- Noteringar – Placeringarna avser endast löparens eget heat
- Q = Kvalificerad till nästa omgång
- q = Kvalificerade sig till nästa omgång som den snabbaste idrottaren eller, i fältgrenarna, via placering utan att uppnå kvalgränsen.
- NR = Nationellt rekord
- N/A = Omgången ingick inte i grenen
- Bye = Idrottaren behövde inte delta i denna omgång

Herrar
Bana och landsväg
| Ali Shareef | 100 m | 11.11 NR | 7 | Gick inte vidare | Gick inte vidare | Gick inte vidare | Gick inte vidare | Gick inte vidare | Gick inte vidare |

Damer
Bana & landsväg
| Idrottare      | Gren  | Heat       | Heat      | Semifinal        | Semifinal        | Final            | Final            |
| Idrottare      | Gren  | Resultat   | Placering | Resultat         | Placering        | Resultat         | Placering        |
| -------------- | ----- | ---------- | --------- | ---------------- | ---------------- | ---------------- | ---------------- |
| Aishath Reesha | 800 m | 2:30.14 PB | 7         | Gick inte vidare | Gick inte vidare | Gick inte vidare | Gick inte vidare |

## Simning
- Huvudartikel: Simning vid olympiska sommarspelen 2008